# Epodonta octofasciata
Epodonta octofasciata är en fjärilsart som beskrevs av Matsumura 1909. Epodonta octofasciata ingår i släktet Epodonta och familjen tandspinnare. Inga underarter finns listade i Catalogue of Life.